# 高楼寨の戦い
高楼寨の戦い（こうろうさいのたたかい）は、1865年に山東省曹州府菏沢県高楼寨で行われたホルチン郡王センゲリンチン（僧格林沁）率いる清軍と張宗禹・任柱・頼文光・范汝増らの率いる捻軍との戦いである。

## 前哨戦
センゲリンチン軍は、かつて太平天国の李開芳・林鳳祥の北伐軍を壊滅させ、捻軍の苗沛霖軍を打ち破ったことがある清朝の精鋭部隊である。しかし軍紀は乱れており、華北の民衆の恨みを買っていた。
1864年12月、センゲリンチンは翼長恒齢・成保・副都統常星阿らを率いて湖北省棗陽に進撃したが、捻軍により滍水（現在の沙河）におびき寄せられ、恒齢・営総保青・副都統舒倫保が戦死した。センゲリンチンは激怒して捻軍を猛追した。3月29日、捻軍が河南省から山東省に向かうと、センゲリンチン軍も追撃したが、あまりにも進軍が急であったため後方の補給部隊との切り離され、軍内には飢えと疲労が広まっていた。捻軍は4月9日に山東省に入り、5月10日に大運河を渡河して范県南の羅家楼に進んだ。このときセンゲリンチン軍は昼夜問わず捻軍を捜索していたが、見つけることができず疲労しきっていた。

## 戦闘
5月18日、センゲリンチン軍は高楼寨に進んだが、捻軍は高楼寨以北の村落に兵を埋伏させていた。正午に任柱率いる捻軍が包囲して突撃したため、センゲリンチンは兵を三分してこれにあたらせた。翼長諾林丕勒、副都統トロムブ（托倫布）の騎兵隊と総兵陳国瑞・何建鰲の歩兵隊が西路、副都統成保・ウルトゥナスン（烏爾図那遜）の騎兵隊と総兵郭宝昌の歩兵隊が東路、副都統常星阿・温徳勒克西の騎兵隊が中路であった。張宗禹・頼文光・任柱も兵を三分して対抗した。捻軍の西路軍は敗退し、陳国瑞・何建鰲は勝ちに乗じて追撃したが、捻軍の中路の騎兵は常星阿を破り、西路軍とともに、陳国瑞・何建鰲を挟撃した。こうして20時までにセンゲリンチン軍は壊滅した。捻軍は民衆を使って溝を掘らせたため、センゲリンチン軍の騎兵は溝を越えることができなかったのである。
一方、捻軍の騎兵は馬を下りて歩兵となってセンゲリンチン軍に襲いかかったため、7千人（一説には9千人）の清軍は壊滅して内閣学士の全順・総兵の何建鰲・額爾経厄が戦死した。センゲリンチンと少数の騎兵は翌日夜に北京を目指して逃れたが、呉家店の森林で捻軍の兵士に発見され殺害された。

## 結果
この戦いによって清朝は満州族・モンゴル族からなる八旗の精鋭軍を失った。センゲリンチンの死後、直隷省・山東省・河南省の軍務は曽国藩が執ることになり、清朝の軍権は次第に曽国藩・李鴻章率いる湘軍・淮軍のものとなっていった。